# 白雪公主
《白雪公主》（德語：Schneewittchen）是廣泛流传于歐洲的一篇德國童話。其最著名的版本見于德國《格林童話》，講述了故事主角白雪公主受到繼母（格林童話最初手稿中為生母）的虐待，逃到森林裡，遇到七個小矮人的故事。

## 故事简介
在原本的格林童話版本中，白雪公主的故事是這樣的：
很久很久以前，某個國家的皇后在冬季生下一個女孩，她皮膚純白如雪，嘴唇赤紅如血，頭髮黑如烏木一樣漂亮，因此她被命名為白雪公主，皇后在生下公主不久後就過世了，國王另娶了一個美麗驕傲，狠毒邪惡的女人當皇后，同時她也成為了白雪公主的繼母（初稿為白雪公主生母），一開始新皇后也非常疼愛白雪公主。新皇后有一面魔鏡，她常常問魔鏡：「魔鏡，魔鏡，誰是世界上最美的女人？」魔鏡總是回答：「皇后，當然是您了。」
但白雪公主越長越大，也變得愈來愈美麗。當她七歲時，她的容貌比皇后更漂亮了，有一天，魔鏡回答皇后說：「白雪公主。」從此新皇后便開始視白雪公主為眼中釘，肉中刺，所以一心想把她除掉。
皇后非常嫉妒白雪公主的美貌，因此她命令一名獵人帶白雪公主到森林中，並將她殺掉。為了確認白雪公主已死，皇后要獵人事成之後，帶著白雪公主的肺和肝回來，作為證明。獵人帶著白雪公主到森林中，卻發現自己無法下手殺害這個女孩，獵人放了白雪公主，獵了野豬，取野豬的肺和肝向皇后交差。
在森林中，白雪公主發現一個小小的農舍，這個農舍屬於七個小矮人，她在這個農舍中住了下來。此時，皇后又再度問魔鏡：「魔鏡魔鏡，誰是世界上最美麗的女人？」魔鏡回答：「白雪公主。」於是皇后偽裝成一個農婦，到森林中拜訪白雪公主，並給她一個毒蘋果（有些版本中，一開始是王后先後假扮賣絲帶以及賣梳子的商婦來謀害白雪公主，但是都以失敗結束），當白雪公主咬下蘋果，立即昏了過去。當七矮人發現她時，只能哀慟地將她放在一個玻璃棺材中。
時光流逝，有一個國家的王子經過這座森林，發現躺在玻璃棺中的白雪公主。王子被白雪公主的美麗所吸引並且愛上了她。他向矮人們要求，讓他帶走玻璃棺。王子和他的隨從在搬運的過程中，有人不小心被絆倒，這一搖晃，讓那片毒蘋果從白雪公主的口中吐了出來，白雪公主也因此甦醒。王子向白雪公主表明了愛意，決定結婚，並訂下婚期。
虛榮任性的皇后認為白雪公主已死，她再度問魔鏡誰是這個世界上最美麗的女人，魔鏡的回答使她十分憤怒：「你是這裡最美麗的人；但更美麗的人是將要成為新皇后的人。」這時王子的婚宴邀請送來，不知道新皇后就是白雪公主的皇后應邀赴宴，發現繼女仍然在生。懼怒交加的皇后企圖在婚宴上製造混亂，結果王子下令強行為她穿上燒紅的鐵鞋不斷跳舞至死，好使婚禮能順利進行。
- 法蘭茨·特納於Sneewittchen（1905年）的插畫

法蘭茨·于特納於Sneewittchen（1905年）的插畫
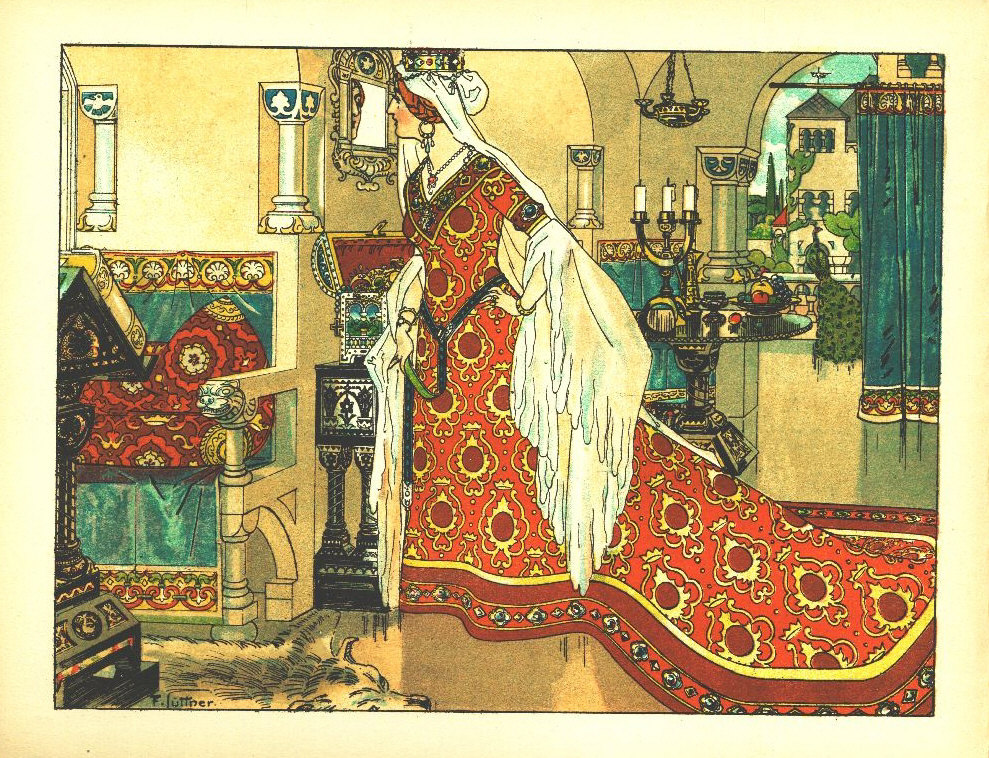
1. 皇后问魔镜
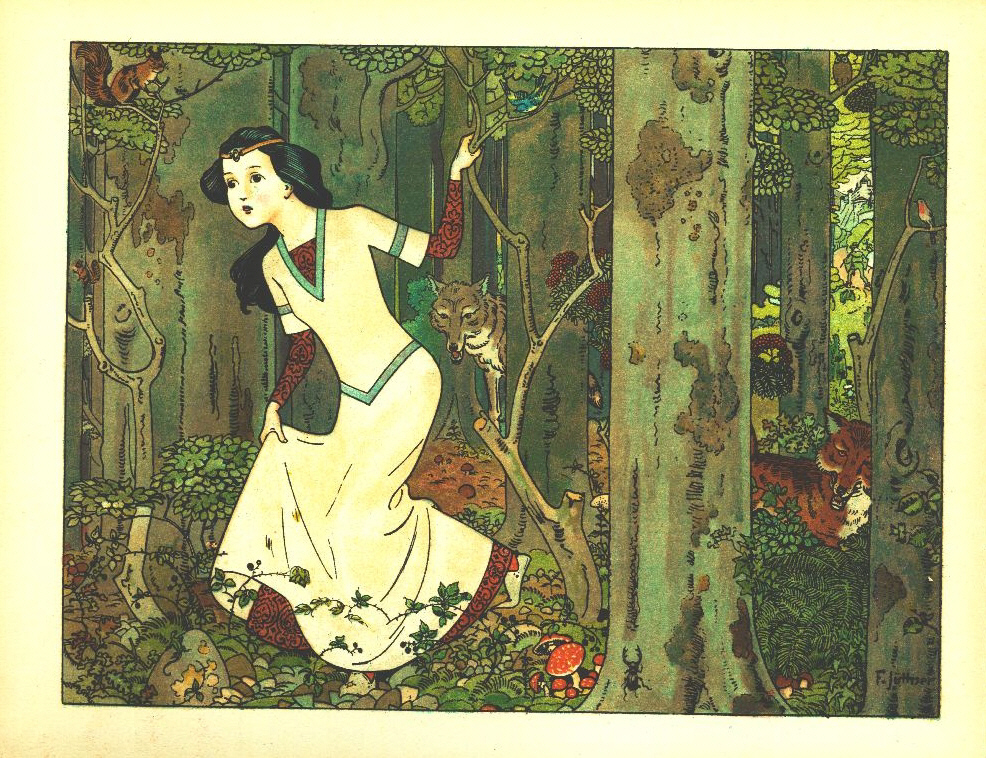
2. 白雪公主在森林里
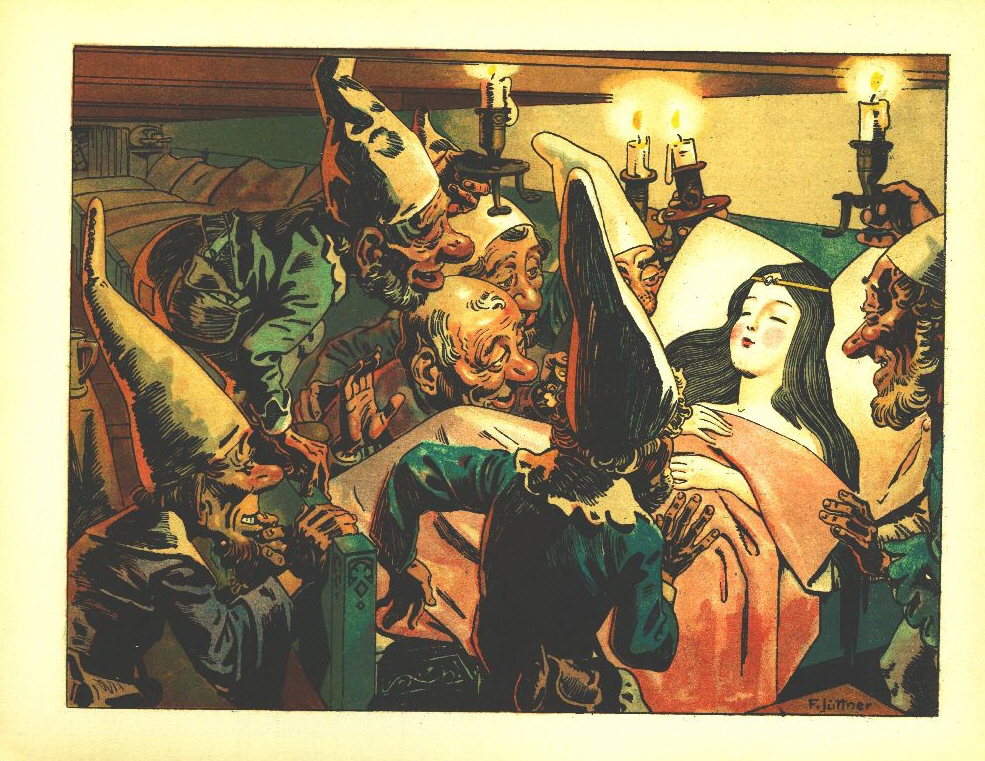
3. 小矮人发现白雪公主睡着了
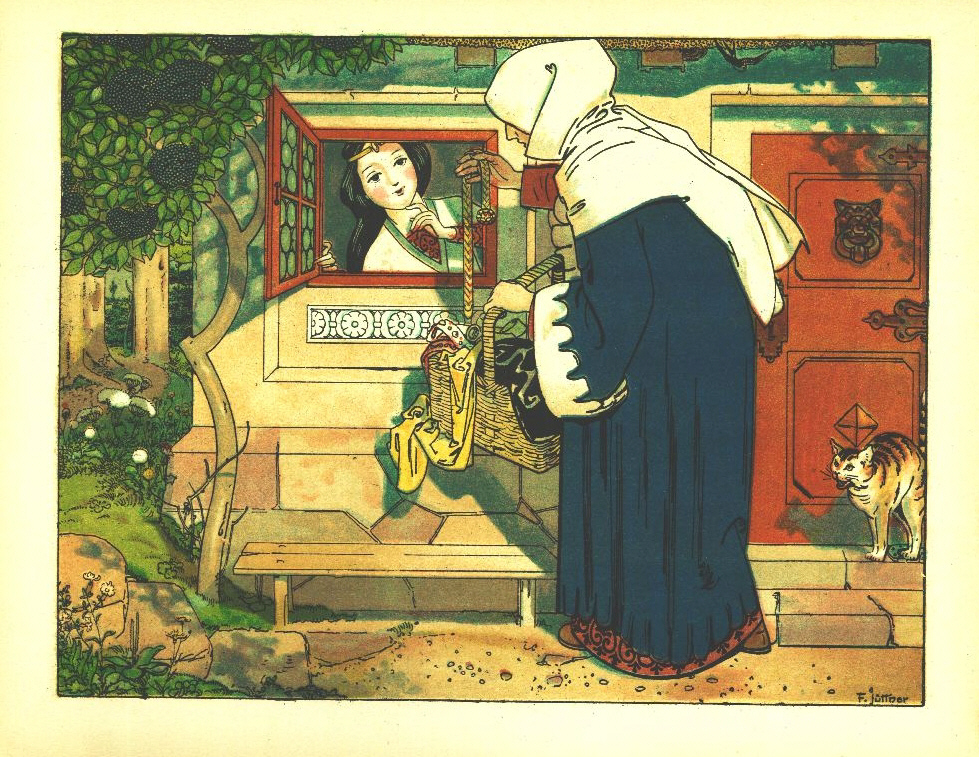
4. 皇后探访白雪公主
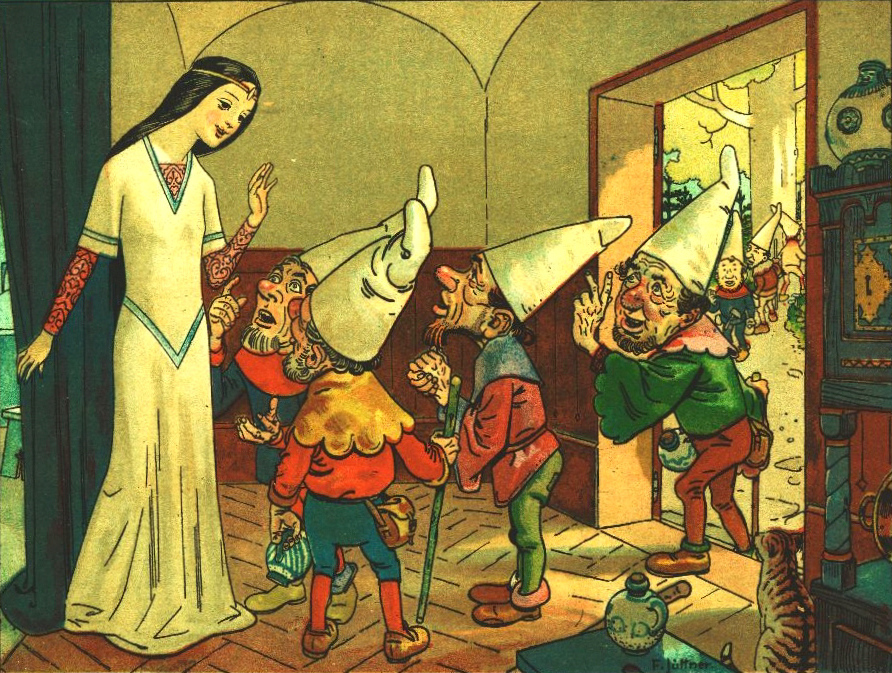
5. 小矮人提醒白雪公主
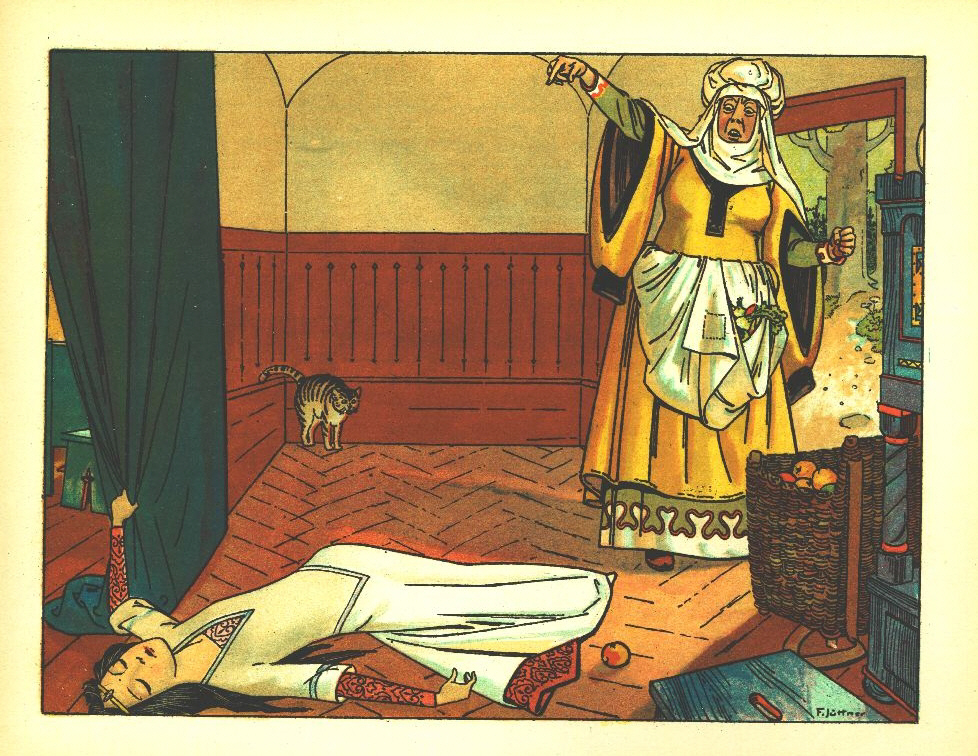
6. 皇后毒死白雪公主
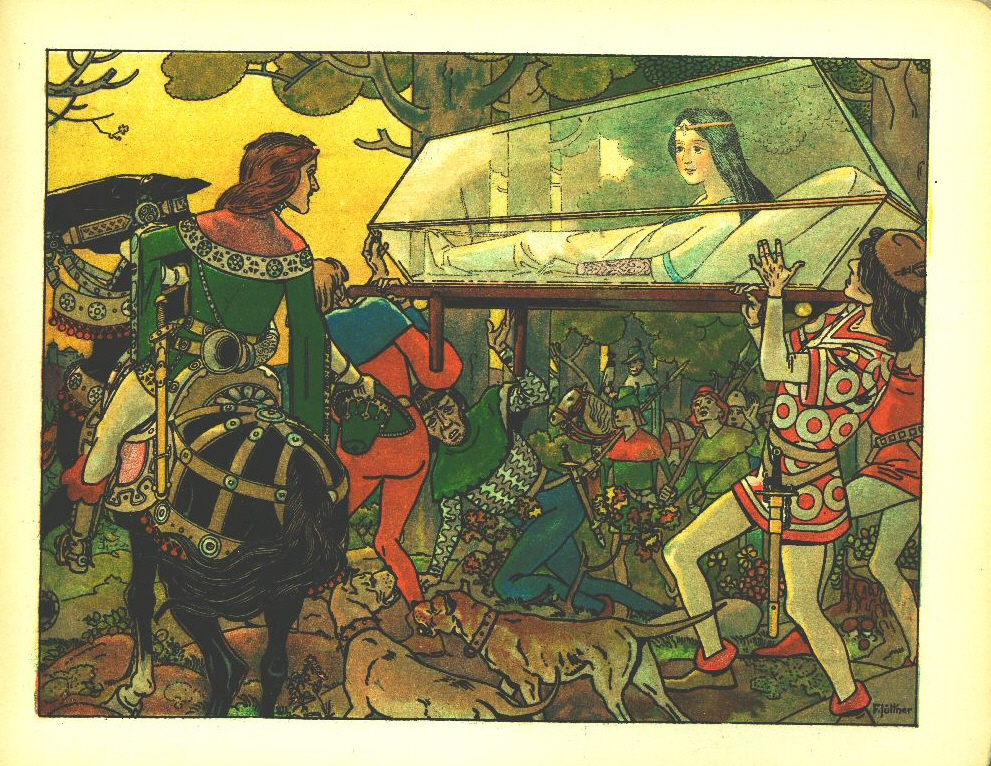
7. 王子把白雪公主唤醒
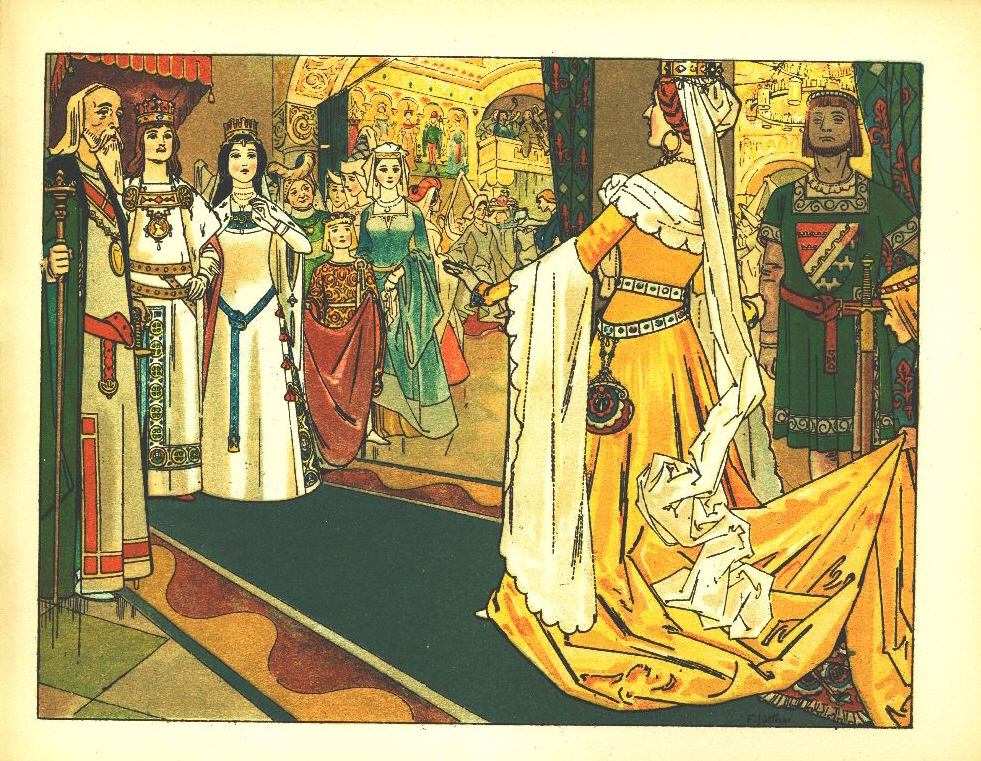
8. 皇后到达婚礼现场

## 历史原型

### 美因河畔洛尔的白雪公主
1986年，洛尔的歷史学家巴特尔思（Dr. Karlheinz Bartels）將《白雪公主》童話的許多現實原型和關連令人信服地与洛尔及周邊區域連系起来。
据称白雪公主的历史原型是1725年生于美因河畔洛尔的玛利亚·索菲亚·冯·埃尔塔尔（Maria Sophia Margaretha Catharina von Erthal），她的父亲菲利普·克里斯托弗·冯·埃尔塔尔（Philipp Christoph von Erthal ）在1719－1748年间任美因茨选帝侯国在洛尔的地方长官。由于具备外交才能，他曾以主教辖区使节及“外交部长”的身份频频周游各地。担任该职期间，他往来于整个欧洲的诸多皇族王室之间，因此冯·埃尔塔尔在洛尔的声望可以也同“王族”一样。
洛尔城堡就是这个家族的府邸。在玛利亚·索菲亚的生母于1741年去世之后，她的父亲在1743年5月15日迎娶了克劳迪娅·伊丽莎白·冯·威宁根（Claudia Elisabeth Maria von Venningen），出嫁前名为冯·赖兴施泰因的帝国女伯爵（Reichsgräfin von Reichenstein）。有史料证明她很霸道，利用自己的地位——克里斯托弗·菲利普几乎从不待在洛尔——偏袒她与第一个丈夫所生的孩子们。父亲的频繁缺席可以解释特奥多尔·鲁夫（Theodor Ruf）在童话中国王角色中发觉出的“不同寻常的被动”。 

白雪公主可能是洛尔人的最重要的证据是“会说话的魔镜”。在昔日的洛尔城堡、今日的斯佩萨特博物馆中，人们可以看到这面高达 1.6米的装饰绚烂的镜子。有据可查，它是闻名欧洲的美因茨选帝侯国镜子制造厂生产的产品，这座工厂由选帝侯洛塔尔·弗兰茨·冯·舍恩伯尔恩（Lothar Franz von Schönborn）于1698年建造，由菲利普·克里斯托弗·冯·埃尔塔尔监管。这个镜子大约是他送给第二任妻子克劳迪娅的礼物，如同许多洛尔出产的镜子，这面镜子以其镌刻的箴言而具备了“说话”的能力。镜子右上角清晰指示着“自戀”（Amour Propre）。
在洛尔附近也可以找到与童话相关的地点，白雪公主被放逐的“野树林”可能是日后威廉·豪夫（Wilhelm Hauff ，1802－1827）在《斯佩萨特林中客栈》（Das Wirtshaus im Spessart）中称作“可怕的树林”的地方。白雪公主逃亡所经过的“七座山”也许就是早在14世纪就被提及的古老远足山路——即“维泽尔大路”（Wieser  Straße），这条路从洛尔出发，经由斯佩萨特山，一直通达比伯格明德的矿山。1750年时有大约500名矿工在那里开采银矿和铜矿。“开凿并挖掘矿石的七个小矮人”可能是矿山身材矮小的矿工或是孩子们。比伯格明德不在美因茨选帝侯国界内，而是地处“国外”——位于哈瑙伯爵领地（Grafschaft Hanau）。继母在无法在那里继续合法抓捕白雪公主。因此可以想像，即便如此，她依然乔装成“商贩”、“老妪”和“农妇”前往毗邻的伯爵领地，以便能处理掉自己的竞争对手。
巴特尔思同样也找出有关文献，其中描述了邪恶继母加工“毒苹果”可能采用的材料。依照这种说法，继母将苹果的一半浸入颠茄汁中。这种植物也生长在斯佩萨特，它的果子里面含有具有麻醉作用的阿托品生物碱，可能导致了白雪公主的尸僵状态。“水晶棺材”和为惩罚继母让她穿上“跳舞直到力竭而死”的“铁鞋”无疑都是在斯佩萨特的玻璃厂以及铁匠铺生产出来的。
因为玛利亚·苏菲亚的可贵品德，洛尔当地的百姓把她美化为童话人物。为埃尔塔尔家族撰写编年史的M. B. 基特尔（M.B. Kittel）把玛利亚·苏菲亚描绘为一位高尚的少女，一位“济贫救难”、“慈悲和善的天使”，他证实了她“可亲可爱的人格”。对于洛尔和斯佩萨特百姓的——民族精神而言，埃尔塔尔家的女儿似乎代表了王族子嗣的典范。
玛利亚·苏菲亚卒於1796，享年71歲。她去世后几年，格林兄弟就写就了《白雪公主》的童话，并在1812年付梓发表。2019年考古學家發現了瑪利亞·蘇菲亞的墓碑。

#### 另一种说法
由于在格林兄弟的《白雪公主》之前，德国还有其他几个版本的童话，最早的是约翰-卡尔-奥古斯特-穆萨乌斯的《里希尔德》(Richilde)（1782 年），这是一部以邪恶继母的视角讲述的讽刺长篇小说。阿尔伯特-路德维希-格林（与格林兄弟无亲无故）于 1809 年出版了剧本版本《Schneewittchen》。

## 改编作品
因改編作品眾多，僅列出以下供參考：
漫畫
- 由貴香織里的《路德維希革命》
- 藪口黑子的《白雪公主與七個囚犯》
- 蕭言中的《童話短路》
- 秋月空太的《赤髮白雪姬》

動畫

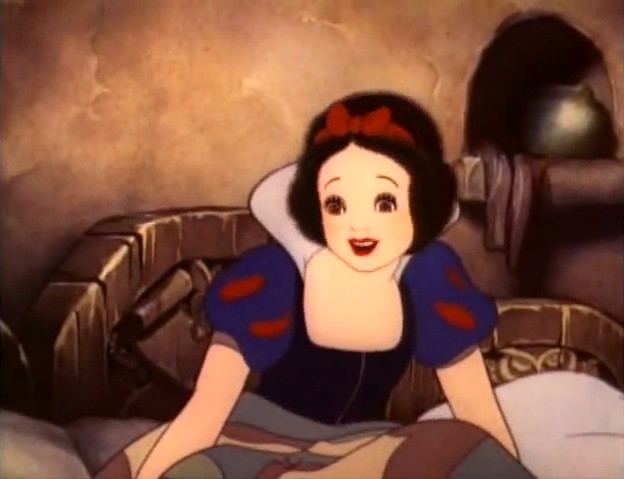
白雪公主在華特·迪士尼的白雪公主（1937）預告片中

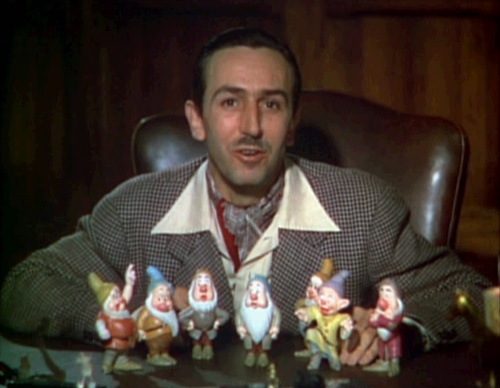
華特·迪士尼在白雪公主（1937）預告片中介紹七個小矮人

- 迪士尼公司在1937年推出了首部長篇電影動畫《白雪公主》，題材就是取自於格林童話。
- 《白雪公主与青蛙王子》是1996年由中国上海美术电影制片厂与曼·杜尼约克制片公司合作出品的一部动画电影（剪纸美术片），根据《格林童话》中的“白雪公主”与“青蛙王子”联合改编，全长约80分钟。
- 加速世界中的軍團「震盪宇宙」的幹部名號「七矮星」的稱號源自七個小矮人。

電影
- 1955年香港電影《雪姑七友》，背景改為1950年代的香港，女主角白雪的身份由公主改為富家女，王子改為富家子高天雄（白雪的男友），七個小矮人改為七個工人，繼母毒害白雪的原因改成為親女（白雪同父異母妹）爭奪亡父遺產以及促成親女與高天雄的婚事。
- 1962年香港電影《劍姑七友奇遇記》
- 1997年的美國電影《Snow White: A Tale of Terror》
- 2012年3月的美国电影《白雪公主之魔镜魔镜》
- 2012年美国黑暗版电影《公主與狩獵者》
- 2016年美国电影《狩獵者：凜冬之戰》
- 2025年美国电影《白雪公主》，是迪士尼1937年動畫的真人重拍

電視劇
- 2011年的美国电視劇《童話小鎮》

其它
- 由于格林童话中對於白雪公主外貌的描写，因此一些作者在他们的再创作中将公主设定为吸血鬼，例如尼爾·蓋曼的〈雪、玻璃、蘋果〉（"Snow, Glass, Apples（英语：Snow, Glass, Apples）"）及香蝶创作的版本（刊登于《飞·奇幻世界》2005年第11期[13]）。
- 日本作家組合桐生操以原版格林童話作為創意來源所做的創作《令人戰慄的格林童話》、《令人戰慄的格林童話2》中的白雪公主，其王后是白雪公主的親生母親。而1812年出版的格林童话《白雪公主》原版也明确指出虐待白雪公主的王后是其生母[1]，后因内容及措词不恰当而被格林兄弟修改了六次，终于1857年出版现行版本。

遊戲
- 怪物彈珠内角色
- 死亡愛麗絲內角色
- 有殺氣童話內角色
- 迪士尼 扭曲仙境內Pomefiore寮以迪士尼電影《白雪公主》（1937）為原型，當中角色Vil Schoenheit、Epel Felmier以及Rook Hunt也分別以王后、毒蘋果以及獵人為原型。

## 扩展阅读
- 〈雪霙〉 （页面存档备份，存于），《東方雜誌》第十期，1909。
- 《白雪公主》插图和中文版  （页面存档备份，存于）